# FR-4
Pour l’article homonyme, voir FR4.
Le FR-4 (abréviation de l'anglais Flame Retardant 4) est un matériau couramment utilisé pour la fabrication de circuit imprimé.

## Description et spécifications
FR-4 est un composite de résine époxyde renforcé de fibre de verre. Ses propriétés peuvent varier selon les directions de sa structure (parallèle ou perpendiculaire aux fibres).
| Propriété                             | Valeur(s)                                               |
| ------------------------------------- | ------------------------------------------------------- |
| Constante diélectrique (permittivité) | 4,70 max, 4,35 à 500 MHz, 4,34 à 1 GHz                  |
| Facteur de perte                      | 0,02 à 1 MHz, 0,01 à 1 GHz                              |
| Rigidité diélectrique                 | 20 kV/mm                                                |
| Résistivité de surface (min)          | 2 × 105 MΩ                                              |
| Résistivité volumique (min)           | 8×107 MΩ·cm                                             |
| Épaisseur typique                     | 1,25 à 2,54 mm                                          |
| Rigidité (module de Young)            | 17 GPa                                                  |
| Coefficient de dilatation thermique   | 50 ppm/K (dans la direction des fibres)                 |
| Coefficient de dilatation thermique   | 70 ppm/K (dans la direction perpendiculaire aux fibres) |
| Conductivité thermique                | 0,3 W m−1 K−1 (dans la direction des fibres)            |
| Capacité calorifique                  | 800 J kg−1 K−1                                          |
| Densité                               | de 1,80 à 1,90                                          |